# Stanley Druckenmiller
Stanley Freeman Druckenmiller (Pittsburgh, Pennsylvania, 14 de junio de 1953)  es un inversor estadounidense,  administrador de fondos de cobertura y filántropo. Es el presidente de Duquesne Capital, que fundó en 1981. Cerró el fondo en agosto de 2010 porque se sentía incapaz de ofrecer altos rendimientos a sus clientes. En el momento del cierre, Duquesne Capital tenía más de $ 12 mil millones de dólares en activos.
Entre 1988 y 2000, administró dinero para George Soros como administrador principal de cartera para Quantum Fund.  Se reportó que ganó $ 260 millones de dólares en 2008.

## Primeros años de vida y educación
Druckenmiller nació en Pittsburgh, Pennsylvania, el hijo de Anne y Stanley Thomas Druckenmiller, un ingeniero químico. Creció en un hogar de clase media en los suburbios de Filadelfia. Sus padres se divorciaron cuando estaba en la escuela primaria y se fue a vivir con su padre en Gibbstown (Nueva Jersey) y luego a Richmond (Virginia) (sus hermanas, Helen y Salley, se quedarían con su madre en Filadelfia). Druckenmiller es graduado por el Collegiate School. En 1975, recibió un BA en inglés y economía de Bowdoin College (donde abrió un puesto de perritos calientes con Lawrence Lindsey, quien más tarde se convirtió en asesor de política económica del presidente George W. Bush. Se retiró de un Ph.D. en economía en la Universidad de Míchigan que duraba tres años en la mitad del segundo semestre para aceptar un puesto como analista petrolero para Pittsburgh National Bank.

## Carrera de inversión
Druckenmiller comenzó su carrera financiera en 1977 como aprendiz de administración en  Pittsburgh National Bank.  Se convirtió en jefe del grupo de equity research del banco después de un año. En 1981, fundó su propia firma, Duquesne Capital Management.
En 1985, se convirtió en consultor de Dreyfus, dividiendo su tiempo entre Pittsburgh y Nueva York, donde vivió dos días a la semana. Se trasladó a Pittsburgh a tiempo completo en 1986, cuando fue nombrado jefe del Fondo Dreyfus. Como parte de su acuerdo con Dreyfus, también mantuvo la administración de Duquesne. En 1988, fue contratado por George Soros para reemplazar a Victor Niederhoffer en Quantum Fund. Él y Soros se hicieron famosos cuando quebraron al Banco de Inglaterra" mediante operaciones que hicieron hundir la libra esterlina en 1992, generándoles más de mil millones de dólares en ganancias. Calcularon que el Banco de Inglaterra no tenía suficientes reservas de divisas extranjeras para comprar suficiente libra esterlina como para apuntalar la moneda y poder elevar las tasas de interés. Druckenmiller dejó a Soros en el año 2000 después de sufrir grandes pérdidas en acciones de tecnología.